# Ruth Robertson (Badminton)
Ruth Robertson (* um 1910; † nach 1936) war eine kanadische Badmintonspielerin. 

## Karriere
Ruth Robertson wurde 1931 erstmals kanadische Meisterin, wobei sie im Dameneinzel erfolgreich war. Ein weiterer Titelgewinn im Dameneinzel folgte 1933 ebenso wie zwei Siege im Damendoppel mit Margaret Robertson 1935 und 1936.

## Sportliche Erfolge
| Saison | Veranstaltung                 | Disziplin   | Platz | Name                                |
| ------ | ----------------------------- | ----------- | ----- | ----------------------------------- |
| 1931   | Kanada: Einzelmeisterschaften | Dameneinzel | 1     | Ruth Robertson                      |
| 1933   | Kanada: Einzelmeisterschaften | Dameneinzel | 1     | Ruth Robertson                      |
| 1935   | Kanada: Einzelmeisterschaften | Damendoppel | 1     | Margaret Robertson / Ruth Robertson |
| 1936   | Kanada: Einzelmeisterschaften | Damendoppel | 1     | Margaret Robertson / Ruth Robertson |

## Referenzen
- badmintonquebec.com (Memento vom 25. April 2012 im Internet Archive)

| Personendaten    | Personendaten                 |
| ---------------- | ----------------------------- |
| NAME             | Robertson, Ruth               |
| KURZBESCHREIBUNG | kanadische Badmintonspielerin |
| GEBURTSDATUM     | um 1910                       |
| STERBEDATUM      | nach 1936                     |